# Uranium (album)
Uranium er en EP fra det danske dancehallband Bikstok Røgsystem. det udkom i 2015, ti år efter debutalbummet Over stok og sten. Musikmagasinet GAFFA gav albummet fem ud af seks stjerner og det samme gjorde Soundvenue.

## Spor
1. "80'eren" - 4:10
2. "Uranium" - 3:57
3. "Gå Nu Hjem (Mellemkød)" - 0:28
4. "Tyveknægt" - 4:14
5. "Vildere End Dem" - 4:36
6. "Mandag Morgen (Mellemkød)" - 0:28
7. "Spøgelser" - 3:41
8. "Delerium" - 3:48